# Melitturga capensis
Melitturga capensis är en biart som beskrevs av Brauns 1912. Melitturga capensis ingår i släktet Melitturga och familjen grävbin. Inga underarter finns listade i Catalogue of Life.